# Lydia Albadoro
Lydia Albadoro - Van Houten (24 april 1972, Amsterdam) is een Nederlandse schrijfster en illustrator van (jeugd)fantasy, thrillers, horror en korte fictie.   
Haar eerste boek verscheen in 2002 en is in het buitenland uitgegeven. Vanaf 2015 besloot ze onder het pseudoniem Van Houten fulltime auteur te worden. Ze concentreert zich dan voornamelijk op het schrijven van thrillers.

### Peuter en kleuter
- Nopje Nijn
- Scotty Squirrel
- Beertje Boe
- Plukje schaap
- Krulletje, wat doe je nou weer ?
- Krulletje en het poedeltje Roef
- Kangoeroe gaat schaatsen, ISBN 9789085706595
- Kangoeroe en de didgeridoo
- Slang waait weg
- Kangoeroe krijgt bezoek, ISBN 9789080972131
- Kangoeroe en de koffer, ISBN 9789085701385
- Kangoeroe en het ei, ISBN 9789085708193
- Kangoeroe en de dolfijn, ISBN 9789080972100
- Mijn allerliefste zusje, ISBN 9789080972179
- Ruzie in de moestuin, ISBN 9789080972193

### Jeugd
- Het teken van drie, En de Codex Vetus, ISBN 9789082020137
- Het teken van drie, Orde van de Codex Bewakers, ISBN 9789082020120
- Het teken van drie, De Stella Maris, ISBN 9789086601776
- Evian Willow,En de vloek van de vuurdraak, ISBN 9789082415292

### Volwassenen
- Het antwoord, ISBN 9789402116298
- Doodstil, ISBN 9789082415209
- Het vervloekte huis, ISBN 9789082415261
- Prooi, ISBN 9789082686104
- Ruis, ISBN 9789082686135
- Schim, ISBN 9789083042411

- International Standard Name Identifier: 0000 0003 6896 479X
- Nederlandse Thesaurus van Auteursnamen: 255732686
- Virtual International Authority File: 282067244
- WorldCat: E39PBJg4mWFm89ymfYQKxqxJjC